# Aténolol
L'aténolol est une molécule de la classe des bêta-bloquants, utilisée pour traiter l'hypertension artérielle, l'angine de poitrine ou l'infarctus du myocarde. Introduit en 1976, il a été développé pour remplacer le propranolol dans le traitement de l'hypertension.

## Mode d'action
Diminue l'arrivée des influx nerveux sur le cœur et la contraction des vaisseaux sanguins, réduit la consommation en oxygène du cœur et bloque certaines fonctions du système nerveux sympathique. C'est un antagoniste des récepteurs β1 (il bloque ces récepteurs empêchant ainsi leur activation) responsables de l'augmentation de la fréquence cardiaque. Sous aténolol, le patient verra donc sa fréquence cardiaque (ainsi que sa tension) diminuer.
Ce produit est considéré comme dopant dans certains sports car il diminue le tremblement essentiel, gênant dans les activités de précision (tir par exemple).